# Panqueba
Panqueba – miasto w Kolumbii, w departamencie Boyacá.